# Marilyn: The Untold Story
Marilyn: The Untold Story (bra Os Amores de Marilyn) é um telefilme estadunidense de 1980 dirigido por Jack Arnold, John Flynn e Lawrence Schiller baseado no romance de Norman Mailer. É estrelado por Catherine Hicks no papel de Marilyn Monroe.

## Elenco
- Catherine Hicks ... Marilyn Monroe
- Richard Basehart ... Johnny Hyde
- Frank Converse ... Joe DiMaggio
- Jason Miller ... Arthur Miller
- John Ireland ... John Huston
- Viveca Lindfors ... Natasha Lytess
- Sheree North ... Gladys Baker
- Kevin Geer ... James Dougherty
- Tracey Gold ... Norma Jeane (jovem)
- Priscilla Morrill ... Louella Parsons
- John Christy Ewing ... Lawyer
- Bill Vint ... Montgomery Clift
- Larry Pennell ... Clark Gable
- Heath Jobes ... Tom Ewell
- Howard Caine ... Billy Wilder

## Prêmios e indicações
| Ano  | Prêmio                    | Categoria                                              | Recipiente                                                                          | Resultado                   |
| ---- | ------------------------- | ------------------------------------------------------ | ----------------------------------------------------------------------------------- | --------------------------- |
| 1981 | Prémios Emmy do Primetime | Emmy de Melhor Atriz em Minissérie ou Telefilme        | Catherine Hicks                                                                     | Indicado[carece de fontes?] |
| 1981 | Prémios Emmy do Primetime | Emmy de Melhor Fotografia em Minissérie ou Telefilme   | Terry K. Meade (Diretor de Fotografia)                                              | Indicado[carece de fontes?] |
| 1981 | Prémios Emmy do Primetime | Emmy de Melhor Direção de Arte para Série Multi-câmera | Jan Scott (diretor de arte) Sydney Z. Litwack (diretor de arte) Bill Harp (cenário) | Indicado[carece de fontes?] |
| 1981 | Prémios Emmy do Primetime | Emmy de Melhor Maquiagem                               | Allan Snyder (maquiagem)                                                            | Indicado[carece de fontes?] |